# Ulrich Gabriel

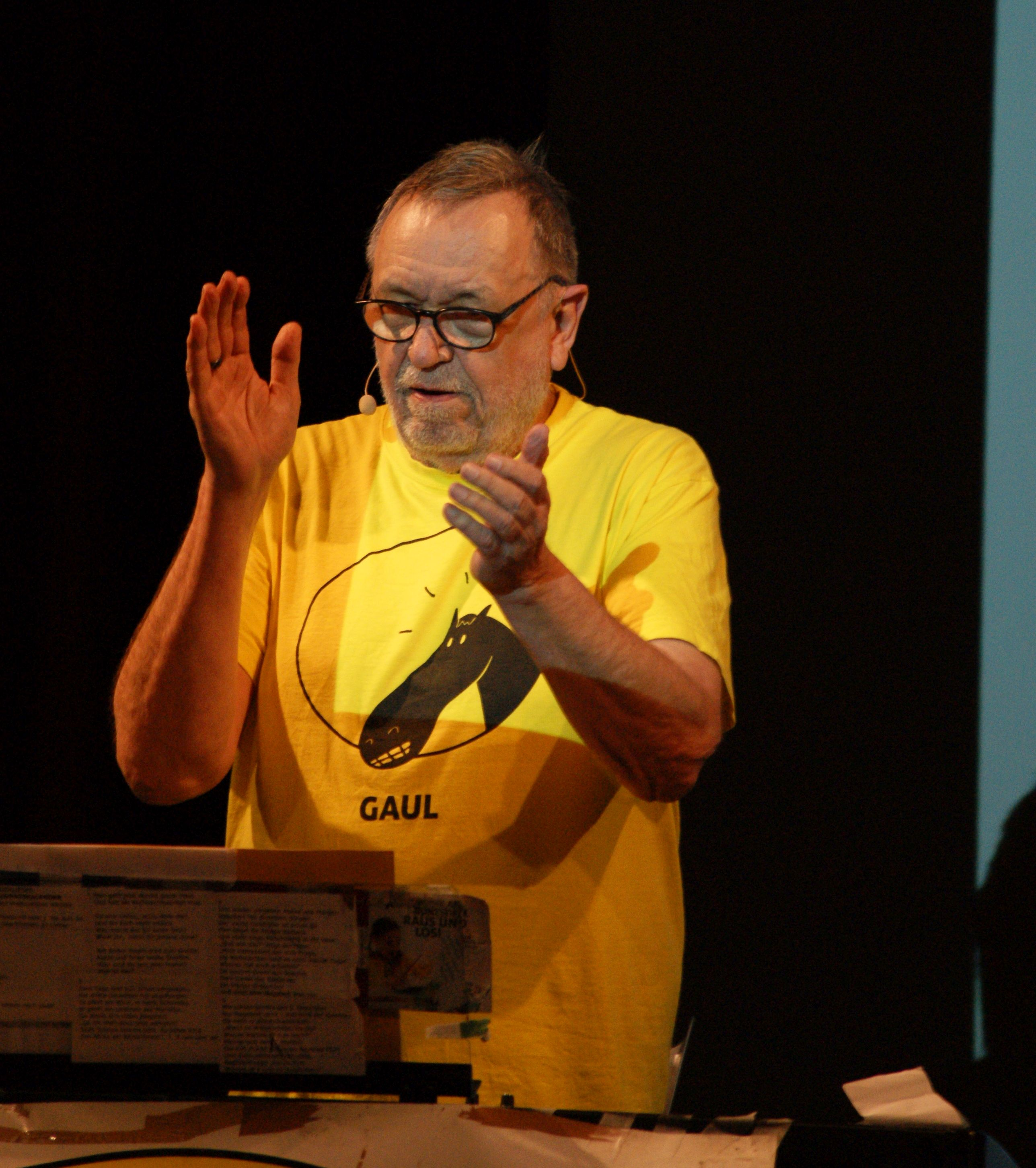
Ulrich Gabriel (GAUL) bei der Veranstaltung "Frühlingslieder" im Spielboden (2019)

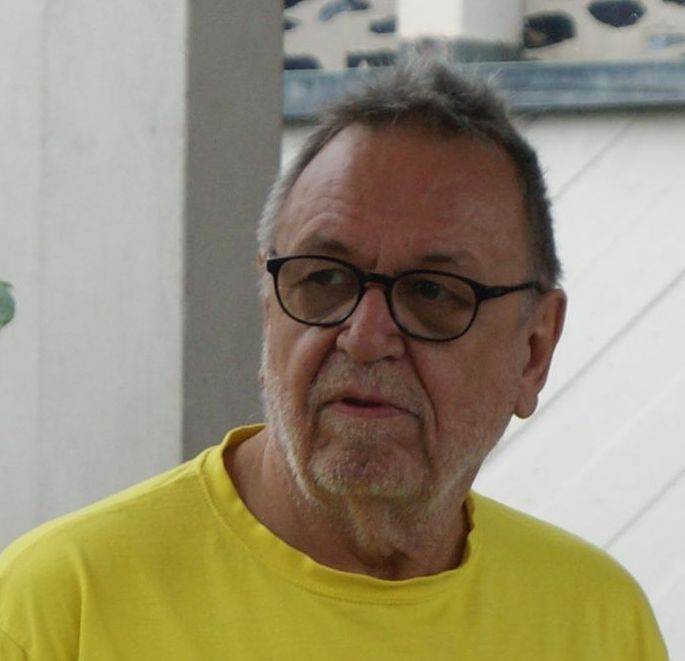
Veranstaltung im Rohrbach in Dornbirn (2019)

Ulrich Gabriel (* 30. Dezember 1947 in Dornbirn) ist ein österreichischer Künstler. Aus den ersten beiden Buchstaben des Nach- und Vornamens bildete er den Künstlernamen GAUL.

## Leben
Nach dem  Studium der Germanistik und Musikerziehung (Klavier, Klarinette, Gesang) war Gabriel ab 1975 als AHS-Lehrer tätig. Im selben Jahr gründete er auch die Jeunesse musicale in Vorarlberg, die er bis 1990 leitete. Von 1975 bis 1985 war er Autor für das Kabarett Wühlmäuse, ab 1979 führte er auch eigene Kabarettprogramme auf. Von 1976 bis 1980 war Gabriel als Musikkritiker für den ORF Vorarlberg und die Neue Vorarlberger Tageszeitung tätig. 1980 gründete er das Dornbirner Kulturzentrum Spielboden mit, welches er in der Folge bis 1986 als Obmann und dann wieder von 1998 bis 2005 als Geschäftsführer leitete. 1984 gründete er den Verlag unartproduktion. 
Seine Kolumne Neues vom Zanzenberg, die fallweise auch von ihm selbst illustriert wurde, erschien von 2002 bis 2021 jeden Sonntag in der Zeitschrift Wann&Wo.

## Politik
Ulrich Gabriel war Spitzenkandidat der Grünen in Vorarlberg bei der Nationalratswahl 1986 und in der Folge auch im Bundesvorstand der Grünen bis 1990 politisch tätig. In dieser Zeit war er zwei Jahre auch für die Gestaltung der Grünen Belangsendungen im ORF verantwortlich, z. B. für die Aufsehen erregende Sendung Wer die Autobahnen baut, frißt kleine Kinder.

## Projekte
- 1989–1993 Fest des Kindes – Kindermusicals für die Bregenzer Festspiele.
- 1989–1993 KultUrsprünge – Kulturprojekt des Landes Vorarlberg
- 1990 Performance Gelber Punkt
- 1995–1997 Graffiti, Sounds & Video-Europaratsprojekt für Jugendliche
- 1995 Leitung und Konzeption der  Aktion MitArbeit zum Thema Arbeitslosigkeit und Zukunft der Arbeit

## Publikationen
- 1980 Musikkassette: as git Lüt
- 1984 Single Rasenmäher & Saublume
- 1986 Musikkassette / Buch: Vorallemberg – Lieder und Texte in Mundart.
- ab 1986 neun Kindermusikkassetten in der Reihe Gauls Kinderlieder
- seit 1987: CD Der Wagen rollt / Fremd sein ist ein Witz / Alleluja Aus Schluß Amen / Das Recht auf Faulheit
- 1998 Grüogeal – Eros trifft Mundart

## Auszeichnungen
- 1989 Förderungspreis des Kulturpreises der Stadt Feldkirch für Kabarett
- 1996 Kompositionspreis des Sängerbundes
- 1997 Ehrengabe für Kunst und Wissenschaft des Landes Vorarlberg